# Filippo Farsetti
Filippo Vincenzo Farsetti (Venezia, 13 gennaio 1703 – Venezia, 22 settembre 1774) è stato un mecenate italiano.

## Biografia
Era figlio di Anton Francesco e di Marina Foscari. I Farsetti erano una famiglia di origine toscana che era entrata nel patriziato veneziano in epoca recente (1664) grazie all'esborso di centomila ducati; erano quindi molto ricchi e questo permise a Filippo di trascorrere una giovinezza agiata, assorbita negli studi e lontana dall'impegno politico. Questa situazione di serenità fu favorita anche dalla scelta di prendere gli ordini minori.
Trascorse buona parte della sua esistenza in viaggio (fu a Roma, Napoli, Firenze, Parigi), stringendo amicizia con molti uomini di cultura. Fu un grande mecenate e, favorendo arti e artisti, contribuì a introdurre il neoclassicismo a Venezia.
A Parigi divenne massone, fu membro della loggia francese Coustos-Villeroy.
Celebre la sua collezione di pezzi d'arte, riuniti nel suo palazzo sul Canal Grande che divenne una sorta di museo, aperto a intellettuali, artisti, cittadini e turisti stranieri (fra cui Goethe). Si citano 253 calchi in gesso di statue classiche e moderne (in gran parte opere di Ventura Furlani), varie copie a olio delle opere romane di Raffaello Sanzio e Annibale Carracci (eseguite da Luigi Pozzi), le riproduzioni, in sughero e pomice, dei più celebri monumenti della Roma antica (lavori di Antonio Chichi), e poi terrecotte, bronzi, marmi antichi, dipinti di paesaggisti fiamminghi (come Rembrandt, Rubens, Van Dyck) e di altri celebri maestri del Cinquecento e del Seicento (Tiziano, Correggio, Rosa, Guercino, Tintoretto, Andrea del Sarto, Magnasco, Pietro da Cortona, Padovanino, Giorgione, Giordano, Palma il Giovane), nonché di alcuni contemporanei (Carlevarijs, Ricci, Zuccarelli).
Tra i giovani frequentatori del museo vi fu Antonio Canova il quale realizzò proprio per il Farsetti le sue prime sculture. Fu mecenate anche per Francesco Algarotti, al quale garantì una rendita, e per Alberto Fortis, cui finanziò il celebre viaggio in Dalmazia.
Suscitava grande meraviglia anche la sua villa di Santa Maria di Sala, realizzata trasformando una preesistente proprietà ereditata dallo zio Anton Francesco. Progettata da Paolo Posi, villa Farsetti si discosta dai tipici schemi veneziani, avvicinandosi piuttosto ai modelli austriaci e quasi precorrendo il neoclassicismo. Il complesso comprendeva una ricostruzione del Campidoglio, del tempio di Diana e del tempio di Giove Capitolino, nonché un vasto parco arricchito di statue, vasi e false rovine. L'elemento che più risaltava era però un orto botanico, realizzato con la consulenza di Louis Clérisson, ricco di piante esotiche e rare; il Farsetti fu in effetti un grande e apprezzato esperto di botanica: a lui si deve, tra l'altro, l'introduzione in Italia della magnolia.
La sua vita si concluse amaramente: ridotto al lastrico a causa delle spese eccessive, vendette molti dei suoi beni; infine fu vittima di un ictus che lo rese deficiente e smemorato.